# Gijsbreht VII. Bronkhorstski-Borkulski
Gijsbreht VII. (III.) Bronkhorstski-Borkulski  (nemško: Gisbert VII von Bronckhorst-Borculo; nizozemsko: Gijsbert VII van Bronckhorst    * 16. december 1444; † 1. december 1489) je bil vitez, gospod Bronkhorstski (1458–1489) in Borkulski (1477–1489).

## Izvor
Bil je drugi sin Otona Bronkhorstskega-Borkulskega († 1458) in njegove druge žene Elizabete Nassauske († 1459), hčerke grofa Janeza I. Nassau-Beilsteinskega († 1473) in Matilde Isenburške († po 1415). Bil je vnuk gospoda Gijsberta VI. Bronkhorstskega († 1409) in njegove žene Hedvike Tecklenburške († po 1417), hčerke grofa Otona VI. Tecklenburškega († 1388) in Adelheid (Ailike) von Lippe († po 1392). Njegov starejši brat je bil Friderik Bronkhorstski († 1506), gospod Bronkhorstski in Borkulski, Ständerenski.
Gijsbert III. Bronkhorstski je umrl 1. decembra 1489 v starosti 34 let in je bil pokopan v Monikuizenu v Arnhemu na Nizozemskem.

## Družina
Gijsbert VII/III. Bronkhorstski se je poročil z Elizabeto Egmontsko (1455–1539), hčerko Viljema IV. Egmontskega-Leerdamskega (1412–1483) in Walburge iz Mörs-Saarwerdena († 1459), hčere grofa Friderika IV. iz Mörsa. Imela sta dve hčerki:  
- Valpurga Bronkhorstska († 21. december 1522), poročena 27. marca 1490 z grofom Simonom V. Lippejskim (* 1471; † 17. september 1536)
- Elizabeta Bronckhorstska († 1. december 1489), poročena z Otonom Tecklenburško-Iburškim († 1493), sinom Otona Tecklenburškega in Alaidis Plesejsko.

Njegova vdova Elizabeta Egmontska se je drugič poročila z Johanom von der Aa, gospodom Bokhovenskim († 1539).